# Five Nations 1976
Die Ausgabe 1976 des jährlich ausgetragenen Rugby-Union-Turniers Five Nations (seit 2000 Six Nations) fand an sechs Spieltagen zwischen dem 10. Januar und dem 20. März statt. Turniersieger wurde Wales, das mit Siegen gegen alle anderen Teilnehmer zum siebten Mal den Grand Slam schaffte, mit Siegen über alle britischen Mannschaften auch die Triple Crown.

## Teilnehmer
| Land       | Stadion             | Stadt     | Trainer        | Kapitän         |
| ---------- | ------------------- | --------- | -------------- | --------------- |
| England    | Twickenham Stadium  | London    | Peter Colston  | Tony Neary      |
| Frankreich | Parc des Princes    | Paris     | Jean Desclaux  | Jacques Fouroux |
| Irland     | Lansdowne Road      | Dublin    | Roly Meates    | Mike Gibson     |
| Schottland | Murrayfield Stadium | Edinburgh | Bill Dickinson | Ian McLauchlan  |
| Wales      | Cardiff Arms Park   | Cardiff   | John Dawes     | Mervyn Davies   |

## Tabelle
|    | Land       | Spiele | Siege | Unent. | Ndlg. | Spiel- punkte | Diff. | Tabellen- punkte |
| -- | ---------- | ------ | ----- | ------ | ----- | ------------- | ----- | ---------------- |
| 1. | Wales      | 4      | 4     | 0      | 0     | 102:37        | + 65  | 8                |
| 2. | Frankreich | 4      | 3     | 0      | 1     | 82:37         | + 45  | 6                |
| 3. | Schottland | 4      | 2     | 0      | 2     | 49:59         | − 10  | 4                |
| 4. | Irland     | 4      | 1     | 0      | 3     | 31:87         | − 56  | 2                |
| 5. | England    | 4      | 0     | 0      | 4     | 42:86         | − 44  | 0                |

## Ergebnisse

### Erste Runde
| 17. Januar 1976 | Schottland                             | 6 : 13        | Frankreich                              | Murrayfield Stadium, Edinburgh Zuschauer: 55.000 Schiedsrichter: Ken Patterson (England) |
| 17. Januar 1976 | Straftritte: Renwick Dropgoals: Morgan | (3:7) Bericht | Versuche: Dubertrand Straftritte: Romeu | Murrayfield Stadium, Edinburgh Zuschauer: 55.000 Schiedsrichter: Ken Patterson (England) |

| 17. Januar 1976 | England              | 9 : 21         | Wales                                                                               | Twickenham Stadium, London Schiedsrichter: Georges Domercq (Frankreich) |
| 17. Januar 1976 | Straftritte: Hignell | (6:15) Bericht | Versuche: Edwards J. P. R. Williams (2) Erhöhungen: Fenwick (3) Straftritte: Martin | Twickenham Stadium, London Schiedsrichter: Georges Domercq (Frankreich) |

### Zweite Runde
| 7. Februar 1976 | Frankreich                                                                                  | 26 : 3        | Irland             | Parc des Princes, Paris Zuschauer: 42.585 Schiedsrichter: Alan Welsby (England) |
| 7. Februar 1976 | Versuche: Cholley Fouroux Pécune Rives Erhöhungen: Bastiat Romeu Straftritte: Bastiat Romeu | (6:0) Bericht | Erhöhungen: Robbie | Parc des Princes, Paris Zuschauer: 42.585 Schiedsrichter: Alan Welsby (England) |

| 7. Februar 1976 | Wales                                                                                                  | 28 : 6         | Schottland                          | Cardiff Arms Park, Cardiff Schiedsrichter: André Cuny (Frankreich) |
| 7. Februar 1976 | Versuche: Edwards Evans J. J. Williams Erhöhungen: Bennett Straftritte: Bennett (3) Dropgoals: Fenwick | (12:6) Bericht | Versuche: Irvine Erhöhungen: Morgan | Cardiff Arms Park, Cardiff Schiedsrichter: André Cuny (Frankreich) |

### Dritte Runde
| 21. Februar 1976 | Schottland                                                                 | 22 : 12        | England                                                | Murrayfield Stadium, Edinburgh Zuschauer: 70.000 Schiedsrichter: Denzil Lloyd (Wales) |
| 21. Februar 1976 | Versuche: Lawson (2) Leslie Erhöhungen: Irvine (2) Straftritte: Irvine (2) | (9:12) Bericht | Versuche: Maxwell Erhöhungen: Old Straftritte: Old (2) | Murrayfield Stadium, Edinburgh Zuschauer: 70.000 Schiedsrichter: Denzil Lloyd (Wales) |

| 21. Februar 1976 | Irland              | 9 : 34         | Wales                                                                                        | Lansdowne Road, Dublin Schiedsrichter: Norman Sanson (Schottland) |
| 21. Februar 1976 | Straftritte: McGann | (9:10) Bericht | Versuche: Bennett Davies (2) Edwards Erhöhungen: Bennett (3) Straftritte: Bennett (3) Martin | Lansdowne Road, Dublin Schiedsrichter: Norman Sanson (Schottland) |

### Vierte Runde
| 6. März 1976 | England              | 12 : 13       | Irland                                                    | Twickenham Stadium, London Schiedsrichter: Alan Hosie (Schottland) |
| 6. März 1976 | Straftritte: Old (4) | (9:0) Bericht | Versuche: Grace Straftritte: McGann (2) Dropgoals: McGann | Twickenham Stadium, London Schiedsrichter: Alan Hosie (Schottland) |

| 6. März 1976 | Wales                                                               | 19 : 13        | Frankreich                                                     | Cardiff Arms Park, Cardiff Zuschauer: 55.000 Schiedsrichter: John West (Irland) |
| 6. März 1976 | Versuche: J. J. Williams Erhöhungen: Bennett (2) Fenwick (2) Martin | (13:9) Bericht | Versuche: Averous Gourdon Erhöhungen: Romeu Straftritte: Romeu | Cardiff Arms Park, Cardiff Zuschauer: 55.000 Schiedsrichter: John West (Irland) |

### Fünfte Runde
| 20. März 1976 | Frankreich                                                                     | 30 : 9         | England | Parc des Princes, Paris Zuschauer: 43.611 Schiedsrichter: Ken Clark (Irland) |
| 20. März 1976 | Versuche: Bastiat Fouroux Gourdon Paparemborde (2) Romeu Erhöhungen: Romeu (3) | (10:3) Bericht |         | Parc des Princes, Paris Zuschauer: 43.611 Schiedsrichter: Ken Clark (Irland) |

| 20. März 1976 | Irland                  | 6 : 15        | Schottland                                | Lansdowne Road, Dublin Schiedsrichter: Selwyn Lewis (Wales) |
| 20. März 1976 | Straftritte: McGann (2) | (6:6) Bericht | Straftritte: Irvine (4) Dropgoals: Wilson | Lansdowne Road, Dublin Schiedsrichter: Selwyn Lewis (Wales) |